# جون هيغينز (لاعب كرة قدم)
جون هيغينز (بالإنجليزية: John Higgins)‏ (27 يناير 1930 في المملكة المتحدة - 28 يونيو 2017) هو لاعب كرة قدم بريطاني في مركز الدفاع.

## وصلات خارجية
- جون هيغينز على موقع قاعدة بيانات كرة القدم.إي يو (الإنجليزية)
- جون هيغينز على موقع قاعدة بيانات كرة القدم.إي يو (الإنجليزية)
- جون هيغينز على موقع قاعدة بيانات كرة القدم.إي يو (الإنجليزية)